# Konstantinos Tsaldaris

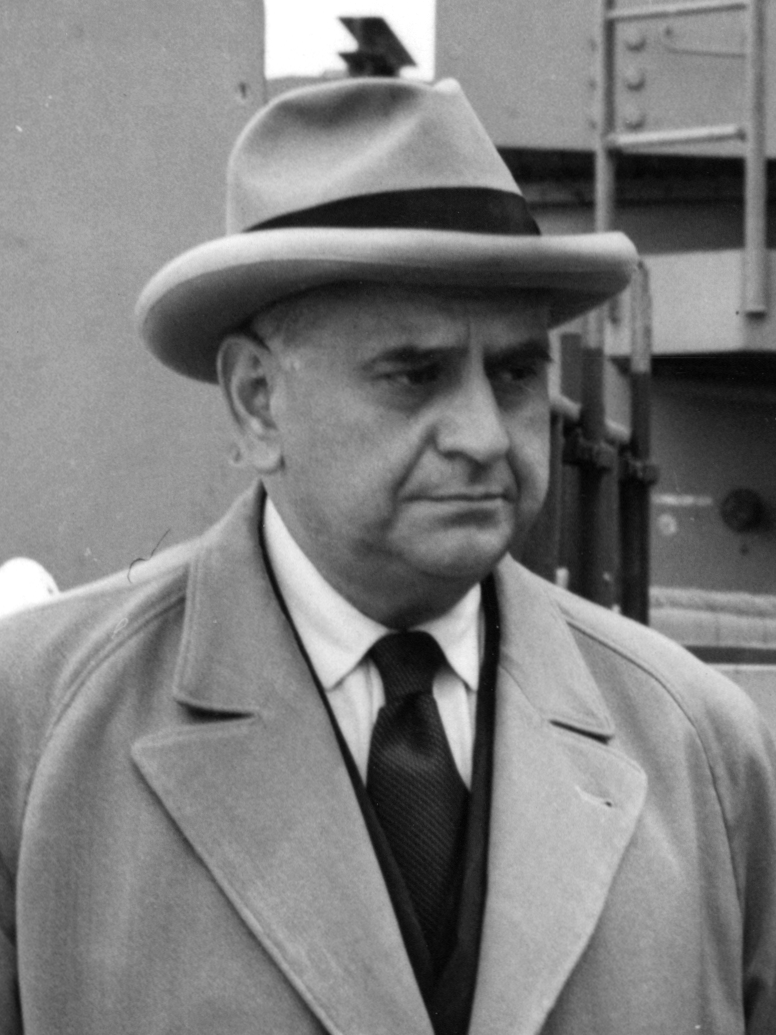
ex primer ministro de Grecia Konstantinos Tsaldaris

Konstantinos Tsaldaris (en griego: Κωνσταντίνος Τσαλδάρης) (1884 en Alejandría, Egipto - 1970 en Atenas) era un político griego.
Estudió derecho en Atenas, Berlín, Londres y Florencia.
En 1928, entró en el partido político que dirigía su tío, Panagis Tsaldaris.
Fue el jefe de la delegación griega en la Asamblea General de la ONU de 1947 a 1949.
También ha sido primer ministro de Grecia dos veces.
- Datos: Q728875
- Multimedia: Konstantinos Tsaldaris / Q728875